# Isbák
Isbák, más néven Jisbák vagy Josabák (héberül: וְיִשְׁבָּ֣ק Ish'băk, jelentése: elmegy vagy aki el fog hagyni) a Héber Biblia szerint Ábrahám ószövetségi pátriárka és Ketúrá hat közös fiának egyike. Isbáknak öt fivére volt: Zimrán, Joksán, Médán, Midián és Suakh. Mellettük pedig két féltestvére volt: Ismáel és Izsák.
A Biblia nem sokat árul el Ábrahám és Ketúrá gyermekeinek történetéről. Az Ótestamentum alapján mindössze annyit tudunk Isbákról, hogy feltehetőleg Beershebában született. Ez volt az a város, ahová Ábrahám betért miután az Úr parancsára megpróbálta feláldozni fiát, Izsákot. Az ősatya itt találkozott Ketúrával és Izsák itt talált rá feleségére, Rebekára. Miután Ketúrának Beershebában volt a szálláshelye, feltehetőleg Ábrahám mind a hat gyermeke is itt született.

A Biblia megemlíti, hogy Ábrahám Ketúrától származó gyermekeit egy idő után gazdagon megajándékozza és elküldi őket az ígéret földjéről, Kánaánból. Ennek feltehetőleg az az oka, hogy Ábrahám Izsák számára biztosítani akarta az Úrral megkötött szövetség beteljesülését. 
Josephus Flavius ad hírt Isbák későbbi életéről, aki műveiben Isbákot feltehetőleg Josabák névvel illette. A római történetíró szerint Ábrahám napkeletre küldte fiait, és személyesen jelölte ki nekik új szálláshelyüket. Ez a mai Arab-félsziget területét jelentette egészen Arabia Felix, azaz a mai Jemen, a korábbi Sába királyságának a vidékét a Vörös-tenger mentén. A hat gyermek közül Isbák az egyik, akiről szinte semmi mást nem tudunk. A források még azt sem említik meg, hogy merre indult el Ábrahám ajándékainak birtokában Isbák, és hol talált rá szállásföldjére. Az egyetlen írásos emlék, amely Isbák utódaira utal, az egy ékírásos kőtábla, amely említést tesz egy jasbuku nevű népről, akik feltehetőleg Isbák nevét kapták, és utódait jelölték.